# 橋山メイデン
橋山 メイデン（はしやま メイデン、1987年3月14日 - ）は、日本のお笑い芸人。
神奈川県逗子市出身。吉本興業東京本社所属。

## 略歴
逗子市立逗子小学校、逗子開成中学校・高等学校卒業。明治学院大学中退。
中学の時に爆笑オンエアバトルを見て芸人になる事を決意するが、親の進めで高校を卒業して明治学院大学に入学。しかし友達が出来ずに3週間で退学した。
それから1年後、東京NSCに入学する。
NSCで出会った後村武志と2006年に『メイデン玉砕』を結成。
2017年3月にコンビを解散する事を発表。同年5月4日の仕事を最後にコンビ解散。
2017年5月10日に元コンマニセンチの竹永よしたかと新コンビ『こまく』を結成するも、音楽性の違いでわずか20日間で解散した。
2017年7月には元お笑いコンビ「サッチ」の神田と『ヘビメタハワイ』というコンビを一瞬組んでいた。
コンビ解散後はピンで活動している。
現在の活動は主にYoutubeでの雑談配信とゲーム配信、バンド活動(3つのバンドに所属している)、ライブイベントのMC。
レトロゲームに1つ足してみた配信やRTA挑戦企画配信(主にトルネコがメイン)、同期芸人や後輩芸人をゲストにゲーム対決配信、シリーズ作品クリア迄寝られない配信、メタルバンド紹介配信、80キロを超えてしまった体重をダイエットする為に歌いながら筋トレ配信、早朝散歩雑談配信等、様々な方法で配信をほぼ毎日行っていて、時に自身が所属するメタルバンドの練習風景を配信したり、バンド活動の為に地方遠征配信を行なう時もある。

## 人物
- ヘヴィメタル芸人[3]。ヘヴィメタルに関しては芸能界でNo.1の知識とライブ鑑賞回数を持っている。
- 童貞芸人[9]（2024年1月現在）。
- DB芸人としてドラゴンボールのキャラクター「ザーボン」、「ブロリー」としても活動している[10]。
- イギリスのメタルバンド「アイアン・メイデン」を崇拝している[3][11]。その他、ハロウィンやランニング・ワイルドなどジャーマンメタルやヴァイキングメタルを好む。
- 中学高校とサッカー部に所属。ポジションはDF。
- 父親、兄は慶応大学卒業。兄は、元楽天で現在はUbieのエンジニアである、橋山牧人[12]。
- パチンコ、パチスロを副業にしている[4]。攻略雑誌パチ7のホール調査隊ライターとしても活動。パチ7ではハニートラップ梅木らと「出しちゃうボーイズ」というユニットも組んでいる。
- ゲーム「ドラゴンクエストシリーズ」「ファイナルファンタジーシリーズ」（特にIからXまで）「テイルズシリーズ」の大ファン。作中の音楽を暗記していて、曲名を言われたら即座に口で再現できる[13][14]。
- クインテットの天地創造が一番のゲームだと言っている。
- 2020年、馬鹿よ貴方はの平井"ファラオ"光、遠藤逸人、元ビスケッティの岩橋淳とメタルバンド「HEAVY METAL THUNDER!!!」を結成。同年9月に初ライブ。
- 2020年に麻雀プロとして日本プロ麻雀協会に入るも2021年には退会している[15]。
- 2023年、ヘヴィメタルバンド「Coven Japan」に新メンバーとして加入、3つのバンドを掛け持ちする事になった。(2024年1月5日、Coven Japanを脱退している)
- 好きな同人作家はくじら、ホムンクルス。
- 下高井戸で10年以上芸人とルームシェアしている。最初のメンバーは相原慎吾と南国姉妹の国場。その後はジェラードンのアタック西本や遠藤逸人、はぎちゃん、インポッシブルのひるちゃん等が住み、現在は新鮮なたまごのハイジ、女性ピン芸人のイイダ(ひるちゃんと入れ替わりで23年4月入居)と同居している。
- 吉本の占い芸人育成企画にてヘヴィメタルタロット占いで合格。現在まで1000人以上占っている。2021年、アミューズから販売されたBABYMETALのタロットを使い渋谷HMVにて限定占いイベントを行う。
- ブロリーとしては、同じくドラゴンボールのボスに扮しているDB芸人の千葉ドラゴン（魔人ブウ）、BAN BAN BAN・山本（フリーザ最終形態）、スタジオカドタ（完全体セル）と共にDBボスバンド「ワルフルズ」に所属[16]。担当はベースだが、「ベース」ではなくバア[注 1]の毛皮で作った「バース」だと主張している[17]。

## 芸風
- ヘヴィメタルの力を使ったマジックやイリュージョン。
- デスボイスで風船を割る。
- 火吹きを行うドラゴンショートコント。
- 髪の毛でヘリコプターを消すメタルイリュージョン。
- 髪の毛で割り箸を割るメタルブレイク。
- 多数のメタルバンドが描かれたオリジナルのタロットカードを使うメタル占い。（マイケルジャクソンなど関係のない図柄も含まれている）
- 憧れの芸人は江頭2:50で、無茶をする型破りな芸風となっている。
- 活舌はとても悪い。

## エピソード
- 2017年4月15日、川崎クラブチッタにて行われたKAWASAKI ROCK JAM 2017に山田貴教、Shoら率いるIron Maidenのカバーバンド、KAWASAKI666のヴォーカルとして参加。
- 2017年10月24日から1ヶ月間フィンランドへ武者修行に行った[18]。
- ライブ『ベジータとカイジがレトロゲームLIVE in 幕張III』において、こりゃめでてーな伊藤がFF4を初見プレイ中に物語に関わる重大なネタバレ発言をしたため、伊藤は激怒。それ以降、伊藤は「共演NG」と言っていたが、2018年7月19日に同番組で共演して仲直りしている。
- 2018年春のパラビき!パラビき!あらびき団 〜四天王編〜では決勝進出したものの、プレッシャーに負けて棄権した。
- 2019年9月27日から2019年10月26日までブラジルへ武者修行に行った[19]。
- 2021年12月31日までにyoutubeのチャンネル登録者数が1万人行かなかったら童貞のままパイプカットを行うと宣言。2022年09月現在登録者数7850人。
- 2021年12月下旬時点で登録者数1万人を達成する兆しがなかったため予定通りパイプカットを行おうとしていたが、よしもと社員から炎上対策のためパイプカット中止の宣告を受け断念。同月27日にTwitterで謝罪文を公表及びYouTubeで謝罪報告生配信をした。
- パイプカットに代わる罰ゲームを芸人やYouTube視聴者と考え、芸人発案の罰ゲームを同月31日Twitterにてアンケートを行った結果、
  1. 本当に泣けるガチひとり芝居を作る(10~15分)（インポッシブルひるちゃん発案）
    - 10.7%

  2. 1日1本YouTubeショート動画を計100本投稿（R藤本発案）
    - 21.9%

  3. 家の共有スペース掃除1年間（新鮮なたまごハイジ発案）
    - 25.3%

  4. パンチパーマ（グランジ大発案）
    - 42.1%
      - で、パンチパーマに決定した。
- 2022年1月10日にパンチパーマを決行。この模様は施術を担当した理容店の厚意によりYouTubeで生配信され、見事なパンチパーマになった。
- 2023年10月16日「初代おしっこ人狼」チャンピオン(YouTuber 怪物くん)にて。

## 受賞歴
- 2006年 ヘッドバンギングワールドカップ優勝[1]
- 2010年 HM王座決定戦のヘッドバンギング大会で優勝
- 2023年 怪物くんCH おしっこ人狼 初代王者（世界記録）
- 2025年 MXグランプリ5月ラウンド優勝。

## 出演番組

### テレビ
- 新春大売出し!さんまのまんま[3]（2014年1月2日、フジテレビ）
- ニッポン元気計画! 眠れるスター目覚ましバラエティ“ハックツベリー”（2015年7月25日、テレビ東京）
- ツギクルもん（2016年1月1日・2月13日、フジテレビ）
- ダウンタウンなう~SP~（2016年2月19日、フジテレビ）
- ウソのような本当の瞬間!30秒後に絶対見られるTV（2016年4月19日、テレビ東京）
- 人生のパイセンTV（2016年7月24日、フジテレビ）
- 24時間テレビ事前番組 24時間テレビSP授業＆初告白連発SP!（2017年7月30日、日本テレビ）
- 24時間テレビ 「愛は地球を救う」（2017年8月26日、日本テレビ）
- パチってる場合ですよ!（パチンコ★パチスロTV!、出しちゃうボーイズとして不定期出演）
- 10万円でできるかな（2018年2月28日、テレビ朝日）
- 有田P おもてなす（2018年5月19日、NHK総合）
- ナカイの窓（2018年7月18日、日本テレビ）
- 勇者ああああ（2018年9月8日、テレビ東京）
- ウチのガヤがすみません!（2019年2月25日、日本テレビ）
- 世界まる見え!テレビ特捜部（2020年2月17日、日本テレビ）
- 15ビョーーーン 年間グランドチャンピオン大会（2022年1月1日、テレビ東京）
- MXグランプリ（2025年5月25日、TOKYO MX）
- 有吉の壁（2025年6月25日、日本テレビ）

### インターネット番組

#### Paravi
- パラビき!パラビき!あらびき団 〜四天王編〜 （2018年）

#### AbemaTV
- もし相方がいなくなったら～タカオアトシ～（2016年11月17日・12月15日）
- スピードワゴンの月曜The NIGHT　#70～童貞強化合宿SP！、#78～秋の童貞大運動会SP #87～童貞4人愛の生告白SP！、#134～童貞軍団チェリー4登場！（2017年・2018年）

#### ニコニコ生放送
不定期放送
- まろんメイデンチャンネル生放送（2016年6月25日 - 2018年10月31日）

単発、スペシャル
- R藤本の水曜はじけてまざれ!（2013年11月13日初出演 - 複数回出演）
- ベジータがレトロゲーム実況（2017年12月7日 - 複数回出演）
- ベジータとカイジがレトロゲーム実況（2018年7月19日 - 複数回出演）

#### その他
- ベジータとカイジがドラゴンクエスト5 初見実況（YouTubeLive/大阪チャンネル、2018年9月8日）
- ベジータとカイジがFINAL FANTASY X実況（YouTubeLive/大阪チャンネル、2019年2月1日 - 2019年3月8日）※全7回
- ベジータとカイジのミッドナイトルーム（大阪チャンネル、2019年2月14日 - 2019年3月18日）※全6回

## 舞台
- ベジータとカイジがレトロゲームLIVE in 幕張III（よしもと幕張イオンモール劇場、2018年4月29日）
- ベジータとカイジがレトロゲームLIVE ええ感じカウントダウン IN 幕張（よしもと幕張イオンモール劇場、2018年12月31日）
- ベジータとカイジがレトロゲームLIVE くやんではいけないカウントダウン IN幕張（よしもと幕張イオンモール劇場、2019年12月31日）

### DBナイト
- DB芸人のネタとコントとコーナーライブ ～幕張まるごと超決戦～（よしもと幕張イオンモール劇場、2017年2月4日）
- R藤本プレゼンツ「DBナイト12」（新宿ロフトプラスワン、2017年7月16日）
- 劇団アニメ座DB超（ルミネtheよしもと、2017年11月23日）

### トークライブ
- メタル芸人トークライブ「HEAVY METAL THUNDER」（新宿Dues、2014年5月23日）
- メタル芸人トークライブ「HEAVY METAL THUNDER」vol2（新宿Dues、2014年7月25日）
- メタル芸人トークライブ「HEAVY METAL THUNDER」vol3（新宿Dues、2014年9月26日）
- メタル芸人トークライブ「HEAVY METAL THUNDER」vol4（新宿Dues、2014年12月5日）
- メタル芸人トークライブ「HEAVY METAL THUNDER」vol5（新宿Dues、2015年2月27日）
- メタル芸人トークライブ「HEAVY METAL THUNDER」vol6（新宿Dues、2015年5月29日）
- メタル芸人トークライブ「HEAVY METAL THUNDER」vol7（新宿Dues、2015年10月23日）
- メタル芸人トークライブ「HEAVY METAL THUNDER」vol8（下北沢ろくでもない夜、2016年5月24日）
- メタル芸人トークライブ「HEAVY METAL THUNDER」vol9（下北沢ろくでもない夜、2017年4月14日）

### 単独ライブ
- メイデン玉砕単独ライブ『I AM MAIDEN 鋼鉄の笑処』（下北沢ろくでもない夜、2016年9月3日）

- 橋山メイデン単独ライブ「HARDER HEAVIER HASHIYAMAR」(大宮ラクーン吉本劇場、2022年11月27日)